# 沙蓬
沙蓬（学名：Agriophyllum squarrosum）是苋科沙蓬属的植物。分布于俄罗斯、蒙古以及中国大陆的青海、西藏、陕西、山西、河南、河北、新疆、内蒙古、东北、宁夏、甘肃等地，生长于海拔100米至3,870米的地区，多生于沙丘和流动沙丘之背风坡上。

## 异名
- Agriophyllum pungens (Vahl) Link ex A. Dietr.

## 延伸阅读
[在维基数据编辑]
 《植物名實圖考·沙蓬》，出自吳其濬《植物名實圖考》